# روبرت ألبيرتس
روبرت ألبيرتس (بالهولندية: Robert Alberts)‏ هو لاعب كرة قدم ومدرب كرة قدم هولندي، ولد في 14 نوفمبر 1954 في أمستردام في هولندا. لعب مع أياكس أمستردام ونادي كليرمونت 63.